# Puteaux
Puteaux je zahodno predmestje Pariza in občina v osrednjem francoskem departmaju Hauts-de-Seine regije Île-de-France, na levem bregu reke Sene. Leta 1999 je imelo naselje 40.780 prebivalcev.
Severni del Puteauxa gosti skupaj s sosednjima občinama Courbevoie in Nanterre poslovno središče Pariza La Défense, v katerem se nahajajo najvišje zgradbe v pariški metropoli.

## Administracija
Puteaux je sedež istoimenskega kantona, vključenega v okrožje Nanterre.

## Pobratena mesta
- Braga (Portugalska),
- Esch-sur-Alzette (Luksemburg),
- Gan Yavne (Izrael),
- Kati (Mali),
- Mödling (Avstrija),
- Offenbach am Main (Nemčija),
- Velletri (Italija),
- Zemun (Srbija).